# Karbinrem
Karbinrem är en rem av läder eller syntetmaterial (idag) som karbinhaken är fästad vid.
Karbinhaken i sin tur hakar i karbinen som var ett kort gevär för kavalleriet, eller automatkarbinen i modern tid. Karbinremmen kan eller kunde naturligtvis användas till andra ändamål som till exempel att stödja och säkra kavalleriets standar vid ryttaren. 

## Historia
På 16-1700-talet var karbinremmarna vid det svenska kavalleriet, dragonerna och drabanterna omkring 10-11 cm breda och ca 5 mm tjocka, tillverkade av sämskad älghud eller oxskinn (buffelläder) och försedda med ett mässingsspännen och en järnhake.